# Athena (Oregon)
Athena – miasto w Stanach Zjednoczonych, w stanie Oregon, w hrabstwie Umatilla.